# Várzea Paulista
 (septembre 2024).
Si vous disposez d'ouvrages ou d'articles de référence ou si vous connaissez des sites web de qualité traitant du thème abordé ici, merci de compléter l'article en donnant les références utiles à sa vérifiabilité et en les liant à la section « Notes et références ».
Várzea Paulista est une ville brésilienne de l'État de São Paulo. Sa population était estimée à 110 449 habitants en 2006. La municipalité s'étend sur 35 km2.

## Maires
| Période | Période | Identité              | Étiquette | Qualité |
| ------- | ------- | --------------------- | --------- | ------- |
| 2009    | 2012    | Eduardo Tadeu Pereira | PT        |         |